# Thorectes albarracinus
Thorectes albarracinus är en skalbaggsart som beskrevs av Wagner 1928. Thorectes albarracinus ingår i släktet Thorectes och familjen tordyvlar. Inga underarter finns listade i Catalogue of Life.